# Brian Windley
Brian Frederick Windley, né le 19 janvier 1936 et mort le 6 mars 2025, est un géologue britannique. Il est professeur émérite de géologie à l'Université de Leicester.
Formé à l'Université de Liverpool et à l'Université d'Exeter, il commence sa carrière à la Commission géologique du Danemark et du Groenland en 1963. Il reçoit la médaille Bigsby (1977) et la médaille Murchison (1985). Selon Google Scholar, il a un h-index de 104.